# آندری یاتسنکوف
آندری شرهیجوویچ یاتسنکوف (به اوکراینی: Андрій Сергійович Яценко، متولد ۱۴ سپتامبر ۱۹۹۷) کشتی‌گیر آزادکار تیم ملی اوکراین است.
از افتخارات وی می‌توان به کسب مدال برنز وزن ۵۷ کیلوگرم در مسابقات قهرمانی کشتی جهان ۲۰۱۷ اشاره کرد.

## مسابقات قهرمانی کشتی جهان ۲۰۱۷
یاتسنکوف در وزن ۵۷ کیلو مسابقات قهرمانی کشتی آزاد جهان ۲۰۱۷ پاریس حاضر بود که در مسابقه اول به توماس گیلمن از آمریکا باخت و با توجه به حضور این کشتی‌گیر در فینال، به دیدار شانس مجدد رفت. او در مراحل شانس مجدد رضا اطری از ایران و نودیرجان صفراف از ازبکستان را شکست داد و به دیدار رده‌بندی رسید. وی در این دیدار جونگ هاک جین از کره شمالی را شکست داد و مدال برنز وزن ۵۷ کیلوگرم را بدست آورد.